# محمدحسین نقدی
محمدحسین نقدی کاردار سابق سفارت ایران در ایتالیا بود که در اسفند ۱۳۶۰ از سفارت ایران جدا شد و به شورای ملی مقاومت ایران پیوست و در سال ۱۳۶۳ نماینده شورای ملی مقاومت در کشور ایتالیا بود. وی در ۲۵ اسفند ۱۳۷۱ در ایتالیا ترور شد.

## زندگی و تحصیلات
محمدحسین نقدی در ۱۳۳۰ در یزد متولد شد. دوران دانشجویی او مقارن با سال‌های آخر دهه ۱۳۴۰ بود، چندین بار به دلیل اعتراضات دانشجویی و هواداری از جنبش دانشجویی، دستگیر و زندانی شد. پس از اینکه از دانشگاه فارغ‌التحصیل شد، چند سال به عنوان زمین‌شناس در شرکت ملی نفت ایران و در سال‌های ۱۳۴۹ و ۱۳۵۰ در سازمان انرژی اتمی مشغول به کار شد. در ۱۳۵۹ با استفاده از یک بورس تحصیلی به ایتالیا رفت و در دانشکده مدیریت میلان دوره عالی تخصصی را به پایان رساند.

## فعالیت‌ها
پس از پایان تحصیلات در ایتالیا و بازگشت به ایران به استخدام وزارت امورخارجه درآمد و در سال ۱۳۶۰ به عنوان کاردار سفارت ایران در رم به ایفای مسئولیت پرداخت. در ۳۰ فروردین ۱۳۶۱ در مخالفت با خمینی و دفاع از آرمان‌های دمکراسی و آزادی تصمیم به جدایی از حکومت جمهوری اسلامی گرفت و پاسپورت دیپلماتیک خود را به مقامات ایتالیا تحویل داد و نمایندگی شورای ملی مقاومت در ایتالیا را برعهده گرفت.
او در میان سیاستمداران ایتالیایی و اعضای پارلمان ایتالیا در حمایت از شورای ملی مقاومت فعالیت می‌کرد. از آخرین اقدامات وی در عرصه دیپلماتیک جذب حمایت بیش از ۳۰۰ نماینده ایتالیایی پارلمان از شورای ملی مقاومت و انتشار بیانیه مشترک آنها بود. وی در سازمان‌های بین‌المللی علیه حکومت ایران فعالیت می‌کرد.

## ترور
در ۲۵ اسفند ۱۳۷۱، هنگامی‌که نقدی با خودروی خود به محل کارش در محله مونته ساکرو می‌رفت در خیابان ویا دله اگادی (Via delle Egadi) در حوالی میدان البا شهر رم در ساعت ۰۹۳۰ توسط دو فرد مسلح ناشناس سوار بر موتورسیکلت وسپا با سلاح خودکار هدف گلوله قرار گرفت.
عاملان ترور دو نفر بودند که با موتورسیکلت به خودروی نقدی نزدیک شده و به طرف او شلیک کردند و سپس متواری شدند. به گفته مقامات پلیس نقدی از ناحیه سر و گردن مورد اصابت قرار گرفته بود که قبل از رسیدن به بیمارستان درگذشت. سلاح مورد استفاده مسلسل اشکورپیون ۶۵/۷ مجهز به صداخفه کن بود که شماره سریالش سائیده شده بود و بعدازظهر همان روز در یک سطل آشغال در خیابان مونته روکتا در رم پیدا شد.
براساس گزارش روزنامه لا رپوبلیکا تحقیقات انجام شده نشان داد که ترور انجام شده توسط عوامل حکومت جمهوری اسلامی صورت گرفته‌است.

### پیشینه
همسر نقدی می‌گوید: سه روز قبل از واقعه در ۲۲ اسفند، حمید پرنده همراه با نفر دیگری، نقدی را به مرگ تهدید کردند.
یکی از دست‌اندرکاران این ترور حمید پرنده دیپلمات جمهوری اسلامی در ایتالیا بود که به مدت سه سال مسئول رمز در سفارت ایران در بن بود و از طرف پلیس آلمان و ایتالیا به عنوان فرد مشکوک شناخته شده‌است و روزهای قبل از ترور در ۱۸ دیماه ۱۳۷۱ (حدود دو ماه قبل از ترور) با پاسپورت دیپلماتیک ۰۱۰۲۳۶ وارد رم شده بود و آدرس خود را به مقامات ایتالیا، سفارت جمهوری اسلامی ایران معرفی کرده بود.
در ۱۸ اسفند دو فرد بنام‌های حسین نیسوی متولد اصفهان، ۳۵ تا ۴۰ ساله و احمد کلامی حاج‌آبادی وارد رم شده و به نزد پرنده در سفارت ایران رفتند. این دو فرد در تاریخ ۲۷ اسفند ۱۳۷۱ یعنی دو روز بعد از ترور، رم را ترک کردند.

## یادبود
لوح یادبود نقدی توسط شهرداران رم در محل سوءقصد گذاشته شد که نوشته‌است: «محمدحسین نقدی، نماینده مقاومت ایران علیه دیکتاتوری خمینی، در این میدان به قتل رسید، لوح یادبود رم- ۱۶ مارس ۱۹۹۶»